# 东关街道 (济南市)
东关街道，是中华人民共和国山東省济南市历下区下辖的一个乡镇级行政单位。

## 行政区划
东关街道下辖以下地区：
菜市新村社区、历山社区、长盛北区社区、长盛南区社区、东仓社区、泺河社区和历园新村社区。